# Rodolfo Batagelj
Rodolfo Batagelj (Trieste, 5 giugno 1906 – Mar Rosso, 3 aprile 1941) è stato un militare e marinaio italiano, decorato di medaglia d'oro al valor militare alla memoria nel corso della seconda guerra mondiale.

## Biografia
Nacque a Trieste il 5 giugno 1906. Uscito dall'Istituto nautico della sua città natale con il diploma di capitano marittimo, si arruolò nella Regia Marina per ottemperare al servizio militare di leva iniziando a frequentare come allievo ufficiale di complemento il 23º Corso della Regia Accademia Navale di Livorno. Nel 1928 uscì dall'Accademia fu promosso sottotenente assegnato alla direzione di macchine. Trattenuto in servizio al termine del periodo di ferma fu promosso tenente il 24 marzo 1930 e capitano il 10 maggio 1937. con l'eccezione di brevi periodi trascorsi a terra fu sempre imbarcato su navi da battaglia e siluranti, e imbarcato sulla torpediniera Alcione partecipò alle operazioni di occupazione dell'Albania (marzo 1939). Il 25 dicembre 1939 si imbarcò come direttore di macchina a bordo del cacciatorpediniere Daniele Manin, in forza alla 3ª Squadriglia di stanza nel Mar Rosso.
Dopo l'entrata in guerra del Regno d'Italia, avvenuta il 10 giugno 1940, partecipò alle operazioni belliche nelle acque dell'A.O.I., in particolare nel bombardamento contro Porto Sudan. Cadde in combattimento il 3 aprile 1941, quando il Daniele Manin rimase immobilizzato da un attacco aereo, e il suo comandante ne ordinò l'autoaffondamento per evitarne la cattura. Mentre egli stava predisponendo le cariche il cacciatorpediniere si capovolse causandone la morte. Per onorarne il coraggio in questo frangente gli fu assegnata la medaglia d'oro al valor militare alla memoria. Una via di Trieste porta il suo nome.

### Fonti
1. 1 2 3  Alberini, Prosperini 2016, p. 52.
2. 1 2 3 4 5  Combattenti Liberazione.
3. 1 2 3 4 5  Marina Difesa.
4. ↑   Rodolfo Batagely, su Quirinale.it. URL consultato il 20 novembre 2018.